# Cnemidocarpa devia
Cnemidocarpa devia is een zakpijpensoort uit de familie van de Styelidae. De wetenschappelijke naam van de soort is voor het eerst geldig gepubliceerd in 1931 door Ärnbäck.